# Meccanicismo
Il meccanicismo è una concezione filosofica che sostiene la natura esclusivamente corporea di tutti gli enti, assimilati ad un assemblaggio di più parti componibili tra loro, il cui comportamento motorio è ritenuto esclusivamente di tipo meccanico, privo cioè di un fine o di un ordine che non sia quello stabilito da cause unicamente quantitative. Si contrappone pertanto a concezioni come il vitalismo e l'olismo.

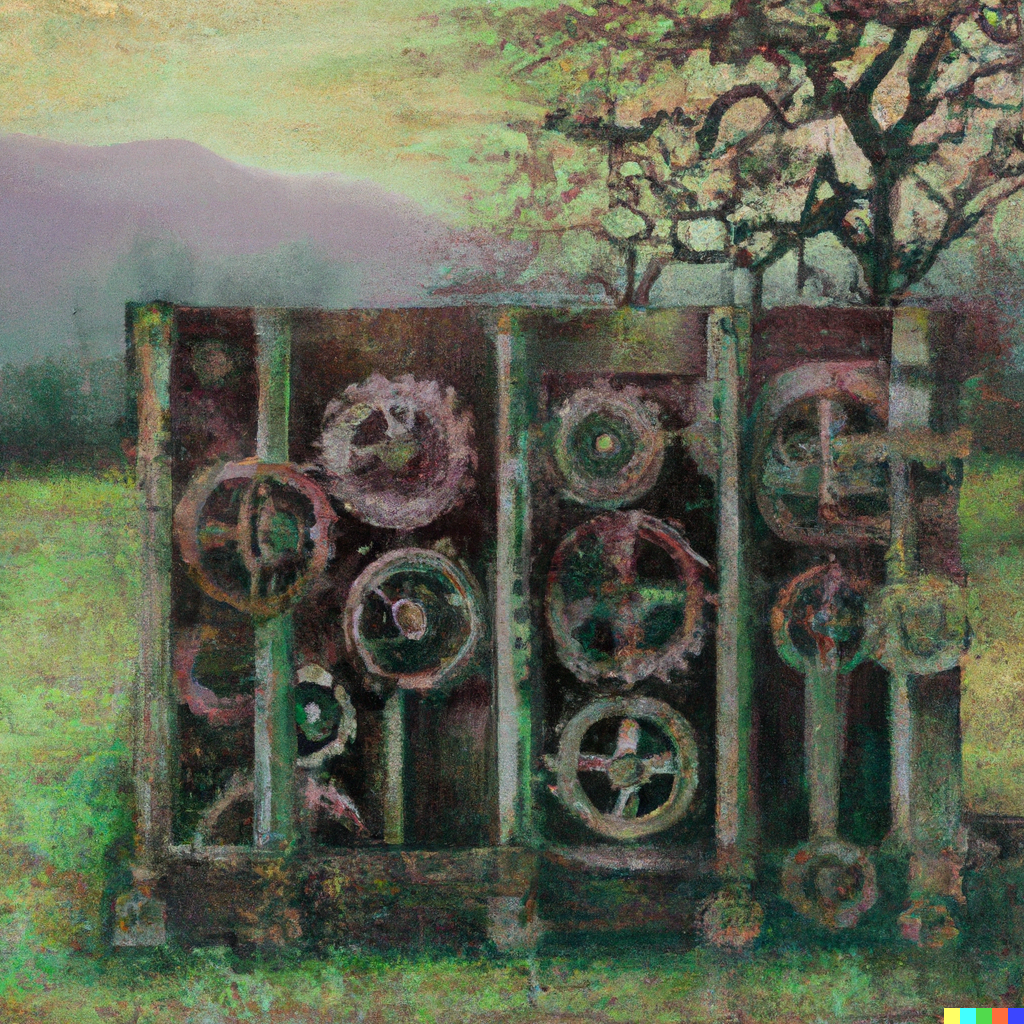
Scena con ingranaggi che assimila la natura a un meccanismo.

## Significato
Le formulazioni più celebri del meccanicismo sono quelle di Cartesio, il vero padre di esso, in quanto la sua res extensa, distinta dalla spirituale res cogitans, è caratterizzata da un meccanicismo deterministico assoluto, che riguarda non solo la materia inanimata, ma anche gli animali diversi dall'uomo, visti da Descartes come pure macchine.
Sarà quindi Pierre Simon Laplace, in un testo del 1814, ad enunciare il nucleo centrale del meccanicismo deterministico moderno: 
(Pierre Simone de Laplace, Saggio filosofico sulle probabilità, Introduzione, pag. 3, Parigi 1814)

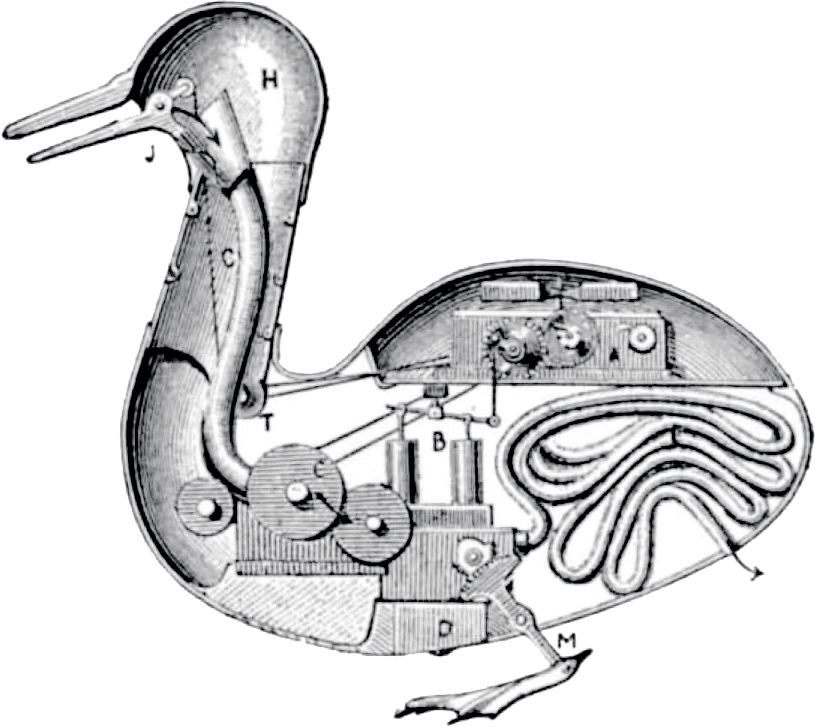
Anatra digeritrice progettata da Jacques de Vaucanson per avvalorare la tesi di Cartesio, che assimilava gli animali a meccanismi, come se costoro cioè fossero essenzialmente delle versioni solo più complesse dell'automa raffigurato.

Il nesso con la matematica e col calcolo è ciò che differenzia il meccanicismo moderno da quello antico. L'universo viene considerato guidato dalle leggi della dinamica di Isaac Newton: note le forze che agiscono tra una particella e l'altra trovare il moto del sistema significa risolvere un sistema di equazioni differenziali che, una volta completate con i cosiddetti dati iniziali permettono di conoscere l'evoluzione del sistema a qualunque istante di tempo, sia passato che futuro. I problemi in questo senso vengono dall'enorme numero di equazioni da risolvere (uno per ogni atomo dell'universo) e dall'impossibilità di conoscere nello stesso istante la posizione e la velocità di ogni particella
Questo è appunto quanto afferma Laplace: se l'universo è una macchina che risponde a precise leggi matematiche, conoscendo esattamente il suo stato presente è possibile calcolare ogni suo stato futuro sulla sola base di queste leggi.
Nel Seicento non c'erano dubbi: "l'orologiaio dell'universo è Dio; nei secoli successivi il potere della matematica è enormemente cresciuto; l'ambizione del meccanicismo moderno è fare della scienza stessa un ‘orologiaio' se non divino senz'altro abbastanza potente da controllare e sottomettere la natura prossima, quella che entra nel campo diretto dei suoi interessi. Le scienze umane (psicologia, demografia, antropologia etc.) approfondiscono questo disegno. Il meccanicismo, nato nella fisica, si volge all'indietro per includere anche il soggetto che lo sta utilizzando, ovvero l'uomo. Stante il rapporto soggetto-oggetto (che è il modello gnoseologico del meccanicismo) l'inclusione dell'uomo nell'ambito del '‘calcolabile’' allarga il meccanicismo all'intero Universo; più potente lo strumento, più ampio il campo della sua applicazione 

### Modello esplicativo
Riassumiamo in breve il meccanicismo come modello esplicativo:
- il soggetto ha di fronte un dato oggetto le cui proprietà sono osservabili (fenomeno, fatto);
- la materia è qualcosa di oggettivo: o è una cosa, che sussiste indipendentemente dal soggetto (realismo), oppure si presenta nel soggetto come cosa indipendente (fenomenismo); sotto l'aspetto fisico la cosa non cambia;
- la natura è deterministica: ad una data causa segue un dato effetto, e sempre e solo quello;
- la natura è economica, fornendo per ogni fenomeno la spiegazione più semplice possibile;
- lo spazio-tempo è euclideo, come vuole la fisica di Galilei e Newton;
- la esperienza, per diventare scienza, va sottratta alla particolarità dell'individuo concreto e va ricondotta ad una esperienza media astratta ed oggettiva; il meccanicismo seicentesco distingue le qualità oggettive o primarie da quelle soggettive o secondarie; nel Settecento tale distinzione perde peso soprattutto grazie alle critiche di George Berkeley e poi di Kant e Karl Leonhard Reinhold; resta comunque l'esigenza di oggettivizzare l'esperienza;
- l'infinitamente piccolo (atomo), l'immenso (cosmo) e la natura su scala umana rispondono a questi identici principi.

Il meccanicismo esprime, astraendolo dal vissuto individuale, il punto di vista quotidiano sulla realtà ("senso comune", "atteggiamento naturale"); da ciò deriva la difficoltà ad imporsi di una visione antimeccanicistica nel primo Novecento: negare il meccanicismo sotto molti aspetti significa rivedere il nostro più radicato ed istintivo atteggiamento di fronte al mondo ed alle cose in esso presenti.
Tale concezione filosofica ha trovato applicazione nella fisica meccanica, ovvero quella parte della fisica che studia le relazioni più elementari tra i corpi come quelle di massa, peso, velocità e accelerazione.

## Storia
Il termine meccanicismo designa, nella storia del pensiero, una particolare concezione formulata già da alcuni antichi filosofi greci, come Democrito ed Epicuro, che avevano sostenuto in nuce certi princìpi base del materialismo, secondo cui tutti i fenomeni della realtà sarebbero interamente riconducibili a leggi deterministe di causa-effetto, anche se, per Epicuro e Lucrezio, sono possibili eventi totalmente privi di cause come il celebre clinamen.
Per il fatto di escludere la presenza di princìpi o modelli finalistici capaci di guidare il perenne fluire dei fenomeni, a Democrito venne attribuita la fama di voler assegnare leggi casuali alla natura, nonostante il loro carattere rigorosamente determinista. Dante Alighieri nel Medioevo lo definì appunto come «Democrito, che 'l mondo a caso pone».

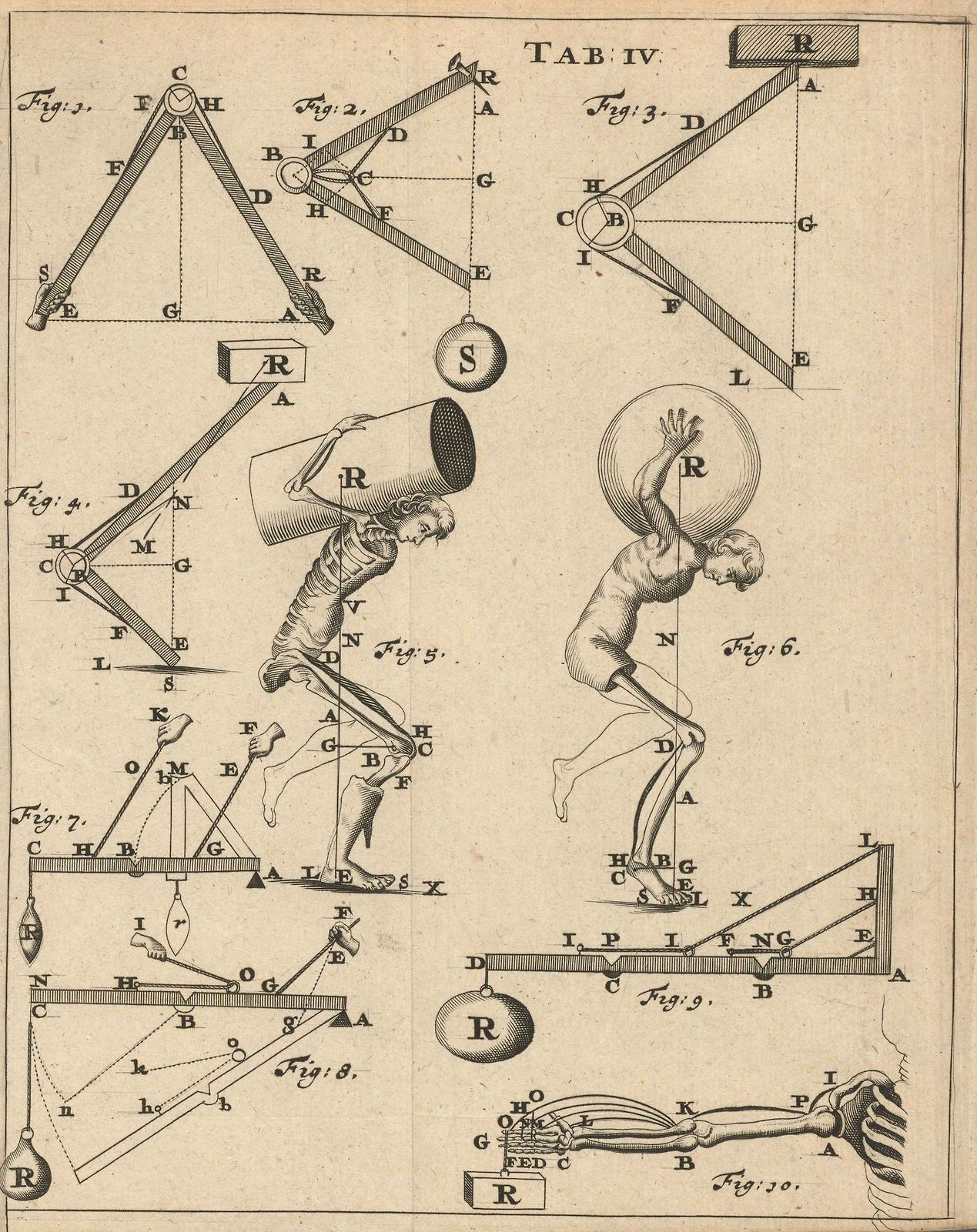
Illustrazione dal De moto animalium di Giovanni Alfonso Borelli (1685), che equiparava l'organismo umano ad un assemblaggio di parti meccaniche, perfettamente quantificabili e misurabili (iatromeccanica)

Il meccanicismo venne poi riformulato a partire dal Seicento, quando, sull'onda dell'entusiasmo per la Rivoluzione scientifica, diversi pensatori si convinsero che era possibile spiegare la natura e l'uomo solamente in termini di massa, peso, nessi di causalità. 
La figura maggiormente di spicco di questa tendenza fu senza dubbio René Descartes, nei suoi trattati Discorso sul metodo e Il mondo, in cui descriveva i risultati dell'applicazione a tutti gli aspetti della conoscenza del metodo matematico. Fatte salve le dovute distinzioni, in quanto Cartesio ondeggiò sempre tra meccanica e metafisica (come dimostrano le sue Meditazioni metafisiche, ma anche l'idea del dualismo irriducibile, insito nell'uomo, di res cogitans e res extensa, che quindi faceva sopravvivere un aspetto non meccanicistico all'interno del pensiero di Cartesio), quest'idea si diffuse ampiamente.
Fu in particolare il filosofo inglese Hobbes, contemporaneo di Cartesio e seguace della sua teoria fisica, a teorizzare il meccanicismo ed applicarlo a tutti gli aspetti del reale. Secondo Hobbes tutti gli enti conoscibili non sono che corpi, e quindi la filosofia, in quanto scienza matematica e geometrica, non deve applicarsi ad altro che ai corpi. Anche l'etica non è altro che calcolo matematico, in base al quale l'uomo individua le azioni più vantaggiose in funzione dell'appagamento dei propri bisogni. Peculiare fu poi l'applicazione del meccanicismo alla filosofia politica, da parte di Hobbes: nella sua concezione, l'intera struttura della comunità politica è concepita come un immenso Leviatano, cioè un organismo all'interno della quale regna la necessità fisicamente rappresentata dal sovrano assoluto, in un certo senso il deus ex machina di un meccanismo di cui tutti i sudditi non sono che semplici ingranaggi, la cui unica libertà consiste nell'agire aderendo alla legge. 
In seguito Spinoza elaborò una potente e raffinata ontologia geometrico-meccanicistica che pur integrando e perfezionando, risolvendone alcuni problemi, le aporie di Cartesio e Hobbes, recuperava tuttavia una concezione della natura come totalità sistemica unitaria, guidata da un principio non finalistico ma comunque immanente.
Riassumendo, da Galileo a Kant il meccanicismo si presenta con alcune caratteristiche ricorrenti che si possono riassumere nella regola delle '4 M': metodo, materia, movimento, matematica, ritenuti accidenti primi o reali rispetto ad altri bollati come secondari (ad esempio le qualità del colore, odore, suono, sapore); se i quattro primi aspetti si trovano contemporaneamente presenti in una medesima teoria fisica o filosofica, siamo in presenza di una forma più o meno accentuata di meccanicismo.

### Crisi del principio meccanicista
Il meccanicismo, nell'accezione di determinismo, entrò in crisi con l'affermarsi della meccanica quantistica. In fisica, le nozioni di determinismo e d'indeterminismo hanno una chiara definizione: 
- Determinismo se ad uno stato fisico presente completamente definito corrisponde un unico stato futuro ad esso compatibile, altrettanto definito; a due stati presenti molto simili corrispondono due stati futuri molto simili.[10]
- Indeterminazione se lo stato presente del sistema fisico non è completamente definibile oppure a un medesimo stato presente completamente definito possono corrispondere molti stati futuri possibili, uno solo dei quali si realizzerà.[10]

L'indeterminazione viene introdotta, nella fisica moderna, dalle disuguaglianze di Heisenberg:
(Werner Karl Heisenberg, 1927)
In effetti, le relazioni d'indeterminazione implicano la non validità del determinismo (come si evince fin dal nome di tali relazioni), non della causalità. Questa distinzione non era chiara tra la fine degli anni '20 e i primi anni '30 del Novecento. Max Born scrisse in un articolo del 1927 su indeterminazione quantistica e perdita della causalità in modo analogo ad Heisenberg: «L'impossibilità di misurare esattamente tutti i dati di uno stato impedisce la predeterminazione dello svolgimento successivo. Di conseguenza, il principio di causalità perde, nella sua comune formulazione, ogni senso. Infatti, se è impossibile per principio conoscere tutte le condizioni (cause) di un processo, diventa un modo di dire vuoto che ogni evento ha una causa.»
Ma in seguito lo stesso Born cambiò opinione: nella meccanica quantistica «non è la causalità propriamente detta ad essere eliminata, ma soltanto una sua interpretazione tradizionale che la identifica con il determinismo.» Basta infatti riscrivere l'indeterminazione posizione/momento 
{\displaystyle \Delta x\cdot \Delta p_{x}\,\geq \,{\frac {\hbar }{2}}}
nella forma
{\displaystyle \Delta x_{o}\cdot \Delta v_{o}\,\geq \,{\frac {\hbar }{2m}}}
per rendersi conto che non si può avere, in linea di principio, conoscenza esatta delle condizioni {\displaystyle (x_{o},v_{o})} del sistema ad un dato istante {\displaystyle t_{o}}: tanto più si tenta di ridurre l'incertezza sulla variabile {\displaystyle x_{o}}, tanto più aumenta l'incertezza su {\displaystyle v_{o}} (relazione di proporzionalità inversa tra le due). Ci si trova nel primo dei due casi possibili d'indeterminismo: lo stato presente non è completamente definibile. 
Le disuguaglianze di Kennard e di Robertson mostrano un ulteriore significato dell'indeterminazione quantistica. Mentre le disuguaglianze di Heisenberg implicano sempre una misura, e il conseguente disturbo da questa provocata su misure dell'osservabile coniugata (indeterminismo operazionale), quelle di Kennard e Robertson evidenziano proprietà caratteristiche dei sistemi quantistici (indeterminismo intrinseco). L'indeterminazione passa dall'essere un fenomeno inerentemente legato agli strumenti e alle misure, ad essere una peculiarità della meccanica quantistica. È il formalismo matematico della teoria (spazi di Hilbert a infinite dimensioni) ad implicare l'indeterminismo quantistico, secondo le tesi del realismo strutturale.
O in alternativa si tratta di una caratteristica degli enti quantistici (fotoni, particelle massive), che si differenziano anche per questo indeterminismo intrinseco dagli enti della fisica classica (onde o particelle macroscopiche), come sostiene il realismo scientifico. In entrambi i casi, l'indeterminazione risulta essere una peculiarità fondativa ed essenziale della meccanica quantistica.
Due citazioni, una del 1763 di Ruggero Giuseppe Boscovich (che scriveva della descrizione dinamica di un insieme di punti materiali e sembra anticipare la famosa ipotesi del “demone di Laplace”) e l'altra, di due secoli dopo, del premio Nobel Murray Gell-Mann mostrano l'enorme differenza epistemologica che separa la fisica classica dalla meccanica quantistica:
(Ruggero Giuseppe Boscovich, 1763)
(Murray Gell-Mann, 1996)
Se in meccanica classica si poteva immaginare l'universo come un sistema consequenziale, causativo, univoco e quindi prevedibile, con l'introduzione della meccanica quantistica non è più epistemologicamente possibile darlo per scontato, ma è necessario tenere conto che fenomeni basilari della realtà 
sono descrivibili solo in termini probabilistici. Dato che l'intero universo è composto da particelle quantiche e che pertanto tutti gli eventi e i fenomeni ne sono condizionati, il principio di indeterminazione si proietta sull'intero campo dello scibile umano con forti conseguenze sul piano filosofico e teoretico.

## Critiche
La concezione meccanicistica così come esposta da Laplace, che prevedeva la possibilità di un futuro rigidamente determinato dalle condizioni del passato, fu fortemente criticata in età romantica, specialmente dai pensatori idealistici, che posero lo Spirito, ovvero l'Idea, o la Coscienza, come principio primo al posto della materia.
In particolare il meccanicismo, se poteva andar bene nel campo della materia inerte propria dei minerali, risultava per costoro insufficiente a spiegare la vita degli organismi animati, nei quali sembrava piuttosto agire una sorta di finalismo, operante in senso evolutivo, dove cioè è il futuro a determinare le condizioni del passato, e non viceversa.
Ora, la causa non è mai lo stesso che l'effetto; solo tra cose del tutto differenti è possibile una relazione di causa ed effetto. Ma l'organizzazione produce se stessa, deriva da se stessa; ogni singola pianta è soltanto il prodotto di un individuo della sua specie e così ogni singola organizzazione produce e riproduce via via all'infinito solamente la propria specie. Ogni organizzazione ha a fondamento un concetto perché dove c'è relazione necessaria del tutto con le sue parti e delle parti con il tutto, lì è il concetto. [...] 

Ma questo concetto risiede nella stessa organizzazione, non può esserne affatto separato: essa organizza se stessa. Non la sua forma soltanto, ma la sua esistenza risponde ad un fine. Non si poteva organizzare senza già essere organizzato.»
(Friedrich Schelling)
Dal punto di vista neotomista, Sofia Vanni Rovighi notò come le reazioni chimiche fra due stesse sostanze possono dare luogo nei corpi viventi alla formazione di isomeri che presentano proprietà chimico-fisiche diverse. Secondo la scienza, l'assimilazione dei nutrienti, la crescita e la riproduzione si verificano comunque grazie ai catalizzatori chimici, anche in presenza di isomeri di per sé non favorevoli a questi processi. Tuttavia, la scienza non spiega come, nella concorrenza di molteplici catalizzatori possibili, operi sempre quello favorevole all'assimilazione delle sostanze e alla conservazione dell'individuo. Tale fatto fu visto come una prova dell'esistenza di un'anima non materiale che presiede a tutti i processi chimico-fisici -talora molto complessi- dell'organismo, indirizzandoli verso l'unico e comune fine della conservazione della persona.
Il biologo tedesco Hans Driesch abbandonò la concezione meccanicista per fare propria la nozione aristotelica di entelechia, a seguito di un esperimento durante il quale furono distrutte metà delle cellule di un embrione e, nonostante questo, non nacque mezzo animale, ma un animale intero, seppure di dimensioni ridotte. Driesch ne concluse che gli animali non sono macchina poiché, quando quest'ultima viene privata di una parte, non è in grado di rigenerare ciò che ha perduto.
Il filosofo americano Colin Murray Turbayne ha sostenuto che la "filosofia meccanicistica" è un perfetto esempio di metafora che è stata inconsciamente reinterpretata come una verità letterale.